# Trip (film)
Pour plus de détails, voir Fiche technique et Distribution.
Trip est un court métrage d'animation soudanais réalisé par Nisren Abasher Anne-Lisa Lippolbt en 2008.

## Synopsis
Trip est le journal de bord d’une jeune fille soudanaise partant pour l’Allemagne, à la découverte de nouvelles habitudes, de nouvelles conditions de vie.